# Valgreghentino
Valgreghentino est une commune italienne de la province de Lecco, en région Lombardie.

## Administration
| Période                                  | Période  | Identité         | Étiquette    | Qualité   |
| ---------------------------------------- | -------- | ---------------- | ------------ | --------- |
| 25/05/2014                               | En cours | Sergio Brambilla | Rinnovamento | ingénieur |
| Les données manquantes sont à compléter. |          |                  |              |           |

### Hameaux
Biglio, Dozio,  Parzanella, San Giuseppe, Villa San Carlo.

### Communes limitrophes
Airuno, Colle Brianza, Galbiate, Olginate.